# USS L-1 (SS-40)
USS L-1 (SS-40) – amerykański okręt podwodny z okresu I wojny światowej, pierwsza zbudowana jednostka typu L. Okręt został zwodowany 20 stycznia 1915 roku w stoczni Fore River Shipyard w Quincy, a w skład US Navy został przyjęty 11 kwietnia 1916 roku. Jednostka wzięła udział w działaniach wojennych na wodach europejskich w latach 1917–1918, pod oznaczeniem AL-1. Okręt wycofano ze służby 7 kwietnia 1922 roku, po czym sprzedano w celu złomowania.

## Projekt i budowa
Okręty podwodne typu L stanowiły rozwinięcie jednostek konstrukcji Johna Hollanda, budowanych w stoczni Electric Boat, oraz Simona Lake’a, przez co różniły się napędem, wymiarami i wypornością. Okręty projektu EB37G stanowiły ulepszoną i powiększoną wersję jednostek typu K, z użyciem – po raz pierwszy na pokładach amerykańskich okrętów podwodnych – działa pokładowego (pierwsze cztery jednostki zbudowano bez dział, które dodano już w trakcie służby).
USS L-1 (Submarine Torpedo Boat No. 40) zbudowany został w stoczni Fore River Shipyard w Quincy. Stępkę okrętu położono 13 kwietnia 1914 roku, a zwodowany został 20 stycznia 1915 roku . Koszt budowy okrętu wyniósł w przeliczeniu 650 000 £.

## Dane taktyczno-techniczne
USS L-1 był okrętem podwodnym konstrukcji jednokadłubowej o długości całkowitej 51 metrów, szerokości 5,3 metra i zanurzeniu 4,1 metra. Wyporność w położeniu nawodnym wynosiła 450 ton, a w zanurzeniu 548 ton. Okręt napędzany był na powierzchni przez dwa silniki wysokoprężne NELSECO o łącznej mocy 1200 KM. Napęd podwodny zapewniały dwa silniki elektryczne Busch-Sulzer o łącznej mocy 800 KM . Dwuśrubowy układ napędowy pozwalał osiągnąć prędkość 14 węzłów na powierzchni i 10,5 węzła w zanurzeniu. Okręt zabierał zapas 55 ton paliwa, co zapewniało zasięg wynoszący 3300 Mm przy prędkości 11 węzłów w położeniu nawodnym oraz 150 Mm przy prędkości 5 węzłów pod wodą . Dopuszczalna głębokość zanurzenia wynosiła 60 metrów .
Okręt wyposażony był w cztery dziobowe wyrzutnie torped kalibru 450 mm (18"), z łącznym zapasem ośmiu torped . Później dodano częściowo chowane do kiosku działo pokładowe, kal. 76 mm Mark IX L/23, zainspirowane niemieckim działem 88 mm stosowanym na przedwojennych okrętach tego państwa. Podczas tej samej wojennej modernizacji, na trwałe osłonięto pomost bojowy okrętu na kiosku i dodano zestaw hydrofonów na pokładzie oraz pod kilem. L-1 był pierwszym okrętem, w którym zastosowano niezależne od siebie zasuwane pokrywy wyrzutni torpedowych, zamiast stosowanej dotąd pojedynczej pokrywy obrotowej.
Załoga okrętu składała się z 28 oficerów, podoficerów i marynarzy.

## Służba

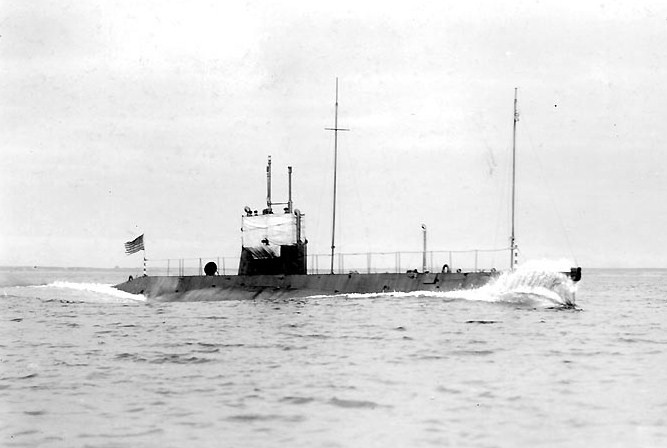
USS L-1 podczas prób w 1916 roku

11 kwietnia 1916 roku w Boston Navy Yard USS L-1 został wcielony do US Navy. Pierwszym dowódcą jednostki został chor. mar. (ang. Lieutenant Junior Grade) Freeland A. Daubin . Okręt włączono w skład 5 Dywizjonu Flotylli Okrętów Podwodnych Floty Atlantyckiej . 18 kwietnia nastąpiła zmiana dowódcy – nowym został chor. George A. Rood . W początkowym okresie służby L-1 przechodził różnego rodzaju próby i testy, m.in. w dniach 29 kwietnia–22 czerwca 1916 roku na wodach Nowej Anglii, między 6 lipca a 20 sierpnia nieopodal Long Island i Block Island (w towarzystwie tendra USS „Bushnell” (AS-2)), odwiedzając stocznie w celu naprawy stwierdzonych wad . Próby trwały do 23 grudnia, kiedy to okręt wypłynął w rejon Karaibów .
Pierwsze miesiące 1917 roku okręt spędził na ćwiczeniach taktycznych i torpedowych u wybrzeży Kuby . 1 lutego (w momencie rozpoczęcia przez Cesarstwo Niemieckie nieograniczonej wojny podwodnej) L-1 stacjonował w Zatoce Guacanayabo, po czym 31 marca przeszedł do Zatoki Chesapeake . W maju USS L-1, USS L-2, USS L-3 i USS L-4 przeszły do Philadelphia Naval Shipyard, gdzie poddano je gruntownym remontom przed planowanym udziałem w wojnie z Niemcami na wodach europejskich . 27 listopada USS L-1, USS L-2, USS L-3, USS L-4, USS L-9, USS L-10 i USS L-11, w towarzystwie tendrów USS „Fulton” (AS-1) i USS „Bushnell” (AS-2), opuściły New London i udały się w stronę Azorów, docierając mimo sztormu do Ponta Delgada 18 grudnia . Tam L-1 został poddany naprawom trwającym do stycznia 1918 roku, po czym 18 stycznia na holu USS „Bushnell” rozpoczął rejs do Queenstown, docierając do bazy 27 stycznia . Oznaczenie okrętu zmieniono na AL-1, by uniknąć pomyłek z brytyjskimi okrętami podwodnymi typu L . W lutym amerykańskie okręty zmieniły miejsce stacjonowania na Berehaven, ćwicząc w Zatoce Bantry współdziałanie z Royal Navy . Po szkoleniu AL-1 przeszedł remont (w dniach 24 lutego–24 marca), a następnie do kwietnia w Queenstown na okręcie przeprowadzono dodatkowe prace, w tym instalację nowego peryskopu; do Berehaven jednostka powróciła 11 maja .
W dniach 21–22 maja 1918 roku okręt odbył patrol w rejonie Scilly, nawiązując kontakt z U-Bootem . AL-1 wystrzelił dwie niecelne torpedy, lecz niemiecki okręt wykonał unik i otworzył ogień z działa pokładowego; amerykańska jednostka zanurzyła się i kontakt został zerwany . 6 czerwca u wybrzeży Irlandii okręt podwodny napotkał niszczyciel USS „O’Brien” (DD-51), który oddał w kierunku AL-1 dwa niecelne strzały, póki obie jednostki nie wystrzeliły świec dymnych w celu identyfikacji . 28 czerwca dowództwo okrętu objął kpt. mar. (ang. Lieutenant) Henry L. Abbott . 27 lipca, wracając z patrolu do Berehaven, AL-1 zauważył U-Boota, który jednak natychmiast się zanurzył . 24 sierpnia okręt przeprowadził ćwiczenia z amerykańskimi ścigaczami okrętów podwodnych . W listopadzie jednostka została przebazowana do Portland, gdzie doczekała zakończenia wojny . 28 grudnia nowym dowódcą jednostki został mianowany kmdr ppor. (ang. Lieutenant commander) Eric F. Zemke .
3 stycznia 1919 roku okręt wyszedł z Portland w rejs do ojczyzny, docierając 1 lutego do Filadelfii . Jednostka trafiła do doku w Philadelphia Naval Shipyard na remont . 28 kwietnia dowództwo okrętu objął kpt. mar. Francis S. Low, a w maju L-1 został przeniesiony do bazy okrętów podwodnych w Hampton Roads . 22 września podczas ćwiczeń z siostrzanym L-2 okręt ledwo uniknął staranowania przez niszczyciel USS „Thomas” (DD-182), a 30 października zderzył się na tych samych wodach z parowcem „Northland” . 20 stycznia nowym dowódcą L-1 został mianowany kpt. mar. Robert P. Luker . 17 lipca 1920 roku okręt otrzymał numer identyfikacyjny SS-40. 1 lutego 1921 roku L-1 został staranowany przez łódź pilotową „Philadelphia”, po czym został odholowany do Lewes .
USS L-1 został wycofany ze służby 7 kwietnia 1922 roku w Filadelfii . 31 lipca 1922 roku kadłub jednostki został sprzedany firmie Pottstown Steel Co. i dostarczony kupującemu 6 września 1922 roku, po czym został złomowany .